# Neoscona raydakensis
Neoscona raydakensis là một loài nhện trong họ Araneidae.
Loài này thuộc chi Neoscona. Neoscona raydakensis được miêu tả năm 1995 bởi Subhendu Sekhar Saha et al..